# Filmografia di Enzo Sciotti
Elenco dei film per i quali Enzo Sciotti ha realizzato il manifesto e la locandina (molti di questi lavori, nel corso degli anni, sono stati riutilizzati anche per le edizioni home video delle rispettivie pellicole sia in Italia che all'estero).

## Promozione italiana
1951
- Tamburi lontani (Distant Drums), regia di Raoul Walsh - Riedizione

1963
- L'idolo di Acapulco (Fun in Acapulco), regia di Richard Thorpe - Riedizione
- Zorro e i tre moschettieri, regia di Luigi Capuano - Riedizione

1965
- Rita, la figlia americana, regia di Piero Vivarelli

1966
- La calda preda (La curée), regia di Roger Vadim

1967
- Arrivano i Mc Gregors, regia di Franco Giraldi
- Assassination, regia di Emilio P. Miraglia
- Il giardino delle torture (Torture Garden), regia di Freddie Francis - Uscito in Italia nel 1968
- Il cerchio di sangue (Berserk), regia di Jim O'Connolly - Uscito in Italia nel 1968

1968
- Il pane amaro, regia di Giuseppe Maria Scotese
- Quella carogna dell'ispettore Sterling, regia di Hal Brady - Riedizione

1969
- Boon il saccheggiatore (The Reivers), regia di Mark Rydell
- Brucia ragazzo, brucia, regia di Fernando Di Leo
- Il pistolero dell'Ave Maria, regia di Ferdinando Baldi

1971
- Ragazzine di buona famiglia (Les petites filles modèles), regia di Jean-Claude Roy - Uscito in Italia nel 1980

1972
- Dudù il maggiolino scatenato (Ein Käfer gibt Vollgas), regia di Maximilian Schell - Uscito in Italia nel 1974
- Frogs, regia di George McCowan
- Il commissario Le Guen e il caso Gassot (Le tueur), regia di Denys de La Patellière
- Manone all'attacco (Nahtche V'Hageneral), regia di George Obadiah - Uscito in Italia nel 1976

1973
- Afrika, regia di Alberto Cavallone
- Bisturi - La mafia bianca, regia di Luigi Zampa
- Concerto di fuoco (Savage!), regia di Ciro H. Santiago
- Il figlioccio del padrino, regia di Mariano Laurenti
- La porno detective (Stacey!), regia di Andy Sidaris - Uscito in Italia nel 1975
- Le amorose notti di Alì Babà, regia di Luigi Latini De Marchi
- Nuda dietro la siepe (Naakt over de schutting), regia di Frans Weisz - Uscito in Italia nel 1976
- Paolo il caldo, regia di Marco Vicario
- Anna, quel particolare piacere, regia di Giuliano Carnimeo - Riedizione
- Senza ragione AKA Squadra volante uccideteli... senza ragione, regia di Silvio Narizzano - Riedizione

1974
- Flavia, la monaca musulmana, regia di Gianfranco Mingozzi
- I 2 che spezzarono il racket (Onna hissatsu ken), regia di Kazuhiko Yamaguchi - Uscito in Italia nel 1976
- Il piatto piange, regia di Paolo Nuzzi
- La chiamavano Susy Tettalunga (Deadly Weapons), regia di Doris Wishman - Uscito in Italia nel 1976
- Le ragazze pon pon (The Swinging Cheerleaders), regia di Jack Hill - Uscito in Italia nel 1977
- Le ragazze pon pon si scatenano (Summer School Teachers), regia di Barbara Peters - Uscito in Italia nel 1978
- Sesso in testa, regia di Sergio Ammirata - Riedizione

1975
- Amore mio spogliati... che poi ti spiego!, regia di Fabio Pittorru e Renzo Ragazzi
- Assassinio sul ponte (Der Richter und sein Henker), regia di Maximilian Schell
- Esperienze erotiche di una ragazza di campagna (Die bumsfidelen Mädchen vom Birkenhof), regia di Erwin C. Dietrich - Uscito in Italia nel 1977
- Gli avventurieri del pianeta Terra (The Ultimate Warrior), regia di Robert Clouse
- La petroliera fantasma - Dottor Justice (Docteur Justice), regia di Christian-Jaque
- I quattro dell'apocalisse, regia di Lucio Fulci
- Il colpo grosso del marsigliese (Quand la ville s'éveille), regia di Pierre Grasset - Uscito in Italia nel 1976
- Il giustiziere (The Human Factor), regia di Edward Dmytryk
- Il maligno (The Devil's Rain), regia di Robert Fuest - Uscito in Italia nel 1977
- Incontri erotici del 4º tipo (Wham! Bam! Thank You, Spaceman!), regia di William A. Levey - Uscito in Italia nel 1978
- L'albero di Guernica (L'arbre de Guernica), regia di Fernando Arrabal - Uscito in Italia nel 1976
- Le ragazze del porno Show (Love, Lust and Violence), regia di Norbert Meissel - Uscito in Italia nel 1979
- Massacro a Condor Pass (Potato Fritz), regia di Peter Schamoni
- Rabbiosamente femmine (The Jezebels), regia di Jack Hill - Uscito in Italia nel 1979
- Raptus erotico (The Swinging Barmaids), regia di Gus Trikonis - Uscito in Italia nel 1977
- Salty il cucciolo del mare (Solyonyy pyos), regia di Nikolay Koshelev - Uscito in Italia nel 1976

1976
- Caccia al montone  (L'ordinateur des pompes funèbres), regia di Gerard Pires
- Cassandra Crossing (The Cassandra Crossing), regia di George P. Cosmatos
- Confessioni proibite di una monaca adolescente (Die Liebesbriefe einer portugiesischen Nonne), regia di Jesús Franco - Uscito in Italia nel 1977
- Febbre da cavallo, regia di Steno
- Innocenza erotica (There Was A Little Girl), regia di Gary Graver - Uscito in Italia nel 1977
- L'adultera (To agistri), di Erricos Andreou
- La dottoressa del distretto militare, regia di Nando Cicero
- La legge violenta della squadra anticrimine, regia di Stelvio Massi
- La piccola grande guerra (Le jour de gloire), regia di Jacques Besnard - Uscito in Italia nel 1977
- La professoressa di scienze naturali, regia di Michele Massimo Tarantini
- La ragazza alla pari, regia di Mino Guerrini
- Le mogli supersexy (Perversions), di Raphaël Delpard - Uscito in Italia nel 1980
- Le signore del 4º piano (Ein guter Hahn wird selten fett), di Johnny Wyder - Uscito in Italia nel 1980
- Peccati, jeans e... (The Pom Pom Girls), di Joseph Ruben - Uscito in Italia nel 1978
- Per amore di Cesarina, regia di Vittorio Sindoni
- Poliziotti violenti, di Michele Massimo Tarantini
- Pon pon n. 2 (Revenge of the Cheerleaders), di Richard Lerner - Uscito in Italia nel 1978
- Pussy la balena buona (A Whale of a Tale), di Ewing Miles Brown - Uscito in Italia nel 1977
- Sorbole... che romagnola, regia di Alfredo Rizzo
- Superdraghi della notte (Fury of the Dragon), di William Beaudine - Uscito in Italia nel 1977
- Torna a casa Salty (Super Seal), di Michael Dugan - Uscito in Italia nel 1977
- Un sussurro nel buio, regia di Marcello Aliprandi

1977
- Autostop rosso sangue, regia di Pasquale Festa Campanile
- Casotto (film), regia di Sergio Citti
- Chatterbox - Il sesso parlante (Chatterbox!), regia di Tom DeSimone
- Cinderella 2000, regia di Al Adamson
- Gazzosa alla menta (Diabolo menthe), regia di Diane Kurys
- Greta - La donna bestia (Greta - Haus ohne Männer), regia di Jesús Franco
- Hardcore - Disposta al piacere (Hardcore), regia di James Kenelm Clarke - Uscito in Italia nel 1979
- Histoire du plaisir - Storia del piacere (Le cri du désir), regia di Alain Nauroy - Uscito in Italia nel 1979
- Speed Interceptor III (Speedtrap), regia di Earl Bellamy - Uscito in Italia nel 1983
- La polizia è sconfitta, regia di Domenico Paolella
- La vergine, il toro e il capricorno, regia di Luciano Martino
- Maschio latino... cercasi AKA L'affare s'ingrossa, regia di Giovanni Narzisi
- Messalina, Messalina!, regia di Bruno Corbucci
- L'isola del dottor Moreau (The Island of Dr. Moreau, 1977) di Don Taylor
- La soldatessa alla visita militare, regia di Nando Cicero
- Uomo d'acciaio (Pumping Iron), regia di George Butler, Robert Fiore - Uscito in Italia nel 1986

1978
- Adolescenza morbosa, regia di Erwin C. Dietrich
- Agenzia matrimoniale A  (Robert et Robert), regia di Claude Lelouch
- Felicity - Sexy adolescenza (Felicity) AKA Felicity - La figlia di Emanuelle, regia di Pete Walker - Uscito in Italia nel 1980
- Gli amori impuri di Melody  (Melody in Love), regia di Hubert Frank
- Julie Blue Porno Story (The Other Side of Julie ) AKA Julie: un corpo da amare, regia di Anthony Riverton - Uscito in Italia nel 1981
- La liceale nella classe dei ripetenti, regia di Mariano Laurenti
- La montagna del dio cannibale, regia di Sergio Martino
- La settima donna, regia di Franco Prosperi
- La soldatessa alle grandi manovre, regia di Nando Cicero
- L'allenatrice sexy (Coach), regia di Bud Townsend - Uscito in Italia nel 1980
- L'insegnante viene a casa, regia di Michele Massimo Tarantini
- Lo spaccatutto (Da juan tao), regia di Jimmy Shaw
- Nero veneziano, regia di Ugo Liberatore
- Non violentate Jennifer (Day of the Woman, aka I Spit on Your Grave), regia di Meir Zarchi - Uscito in Italia nel 1984
- Squadra omicidi chiama cobra (Operasjon Cobra), regia di Ola Solum - Uscito in Italia nel 1979
- Zio Adolfo in arte Führer, regia di Castellano e Pipolo

1979
- Amanti miei , regia di Aldo Grimaldi
- Baby Love, regia di Rino Di Silvestro
- Giovani guerrieri (Over the Edge), regia di Jonathan Kaplan - Uscito in Italia nel 1983
- Horror Puppet (Tourist Trap), regia di David Schmoeller - Uscito in Italia nel 1980
- Il cacciatore di squali, regia di Enzo G. Castellari
- Il mondo di una cover girl (The World Is Full of Married Men), regia di Robert Young - Uscito in Italia nel 1983
- Il segno degli Hannan (Last Embrace), di Jonathan Demme
- Il sogno di laura (Twee vrouwen), di George Sluizer
- Jackie Chan: la mano che uccide (Xiao quan guai zhao), regia di Jackie Chan - Uscito in Italia nel 1981
- L'infermiera di notte, regia di Mariano Laurenti
- L'infermiera nella corsia dei militari, regia di Mariano Laurenti
- La liceale, il diavolo e l'acquasanta, regia di Nando Cicero
- La liceale seduce i professori, regia di Mariano Laurenti
- La poliziotta della squadra del buon costume, regia di Michele Massimo Tarantini
- La supplente va in città, regia di Vittorio De Sisti
- Pensione amore servizio completo, regia di Luigi Russo
- Play Motel, regia di Mario Gariazzo
- Rebus per un assassinio (Winter Kills), regia di William Richert - Uscito in Italia nel 1980
- Scusi lei è normale?, regia di Umberto Lenzi

1980
- A donne con gli amici (Foxes), regia di Adrian Lyne
- Antropophagus di Joe D'Amato
- Cannibal Ferox di Umberto Lenzi
- Fico d'India, regia di Steno
- Il cacciatore di taglie (The Hunter), regia di Buzz Kulik
- L'avvertimento, regia di Damiano Damiani
- L'insegnante al mare con tutta la classe, regia di Michele Massimo Tarantini
- La dottoressa ci sta col colonnello, regia di Michele Massimo Tarantini
- La liceale al mare con l'amica di papà, regia di Mariano Laurenti
- La moglie in vacanza... l'amante in città, regia di Sergio Martino
- La provinciale porno (L'initiation porno de Virginie), regia di Bob Wade Sanders
- La ripetente fa l'occhietto al preside, regia di Mariano Laurenti
- La fantastica sfida (Bloody Birthday), regia di Used Cars - Uscito in Italia nel 1986
- La spada di Hok (Hawk the Slayer), regia di Terry Marcel
- Le supersexy mogli svedesi (Drei Schwedinnen auf der Reeperbahn), regia di Walter Boos - Uscito in Italia nel 1981
- Mia cara sconosciuta (Chère inconnue), regia di Moshé Mizrahi - Uscito in Italia nel 1981
- Non entrate in quella casa (Prom Night), regia di Paul Lynch
- Ovunque nel tempo (Somewhere in Time), regia di Jeannot Szwarc - Uscito in Italia nel 1983
- Sexy Moon (I mavri Emmanouella), regia di Ilias Mylonakos
- Sono fotogenico, regia di Dino Risi
- Super Sexual Fantasy (Les Confidences d'une petite culotte), regia di Michel Caputo
- Una giarrettiera tutta matta (The Happy Hooker Goes Hollywood), regia di Alan Roberts - Uscito in Italia nel 1981
- Una moglie, due amici, quattro amanti (1980), regia di Michele Massimo Tarantini
- Una vacanza bestiale, regia di Carlo Vanzina
- Una volta ho incontrato un miliardario (Melvin and Howard), regia di Jonathan Demme - Uscito in Italia nel 1981

1981
- ...e noi non faremo karakiri, regia di Francesco Longo
- ...e tu vivrai nel terrore! - L'aldilà di Lucio Fulci
- C'è un fantasma nel mio letto, regia di Claudio De Molinis
- Casta e pura, regia di Salvatore Samperi
- Ciao nemico regia di E.B. Clucher
- Codice d'onore (Le choix des arms), regia di Alain Corneau
- Compleanno in casa Farrow (Bloody Birthday), regia di Ed Hunt - Uscito in Italia nel 1984
- Cornetti alla crema, regia di Sergio Martino
- I banditi del tempo (Time Bandits), regia di Terry Gilliam - Uscito in Italia nel 1983
- I carabbimatti, regia di Giuliano Carnimeo
- Il guerriero del ring (Soul and Body), regia di George Bowers - Uscito in Italia nel 1983
- L'esercito più pazzo del mondo, regia di Marino Girolami
- L'onorevole con l'amante sotto il letto, regia di Mariano Laurenti
- L'ultima sfida di Bruce Lee (Game of Death II), regia di Ngsee See Yuen
- La dottoressa preferisce i marinai, regia di Michele Massimo Tarantini
- La moglie in bianco... l'amante al pepe, regia di Michele Massimo Tarantini
- La poliziotta a New York, regia di Michele Massimo Tarantini
- Mare, mare, mare, voglia di... (Comment draguer toutes les filles...), regia di Michel Vocoret - Uscito in Italia nel 1983
- Mia moglie torna a scuola, regia di Giuliano Carnimeo
- Murder Obsession (Follia omicida), regia di Riccardo Freda
- Niki (Six Weeks), regia di Tony Bill
- Paradiso blu, regia di Joe D'Amato
- Pierino contro tutti, regia di Marino Girolami
- Pierino medico della S.A.U.B., regia di Giuliano Carnimeo
- Quella villa accanto al cimitero, regia di Lucio Fulci
- Rosemary's Killer (The Prowler), regia di Joseph Zito - Uscito in Italia nel 1983
- Rosso sangue, regia di Joe D'Amato
- Spaghetti a mezzanotte, regia di Sergio Martino
- Tutta da scoprire, regia di Giuliano Carnimeo

1982
- A cena con gli amici (Diner), regia di Barry Levinson - Uscito in Italia nel 1986
- Assassinio al cimitero etrusco, regia di Christian Plummer
- Borotalco, di Carlo Verdone
- Chi vuole uccidere Miss Douglas? (The Seduction), regia di David Schmoeller
- Crazy dance (Dandy), regia di Michel Nerval - Uscito in Italia nel 1984
- Executor (The Soldier), regia di James Glickenhaus
- Fuga dall'arcipelago maledetto di Antonio Margheriti
- Gian Burrasca, regia di Pier Francesco Pingitore
- Giovani, belle... probabilmente ricche, regia di Michele Massimo Tarantini
- Guerre stradali (Running on Empty), regia di John Clark - Uscito in Italia nel 1984
- I cacciatori del cobra d'oro di Antonio Margheriti
- Il bersaglio (Le choc), regia di Robin Davis
- Il falcone (Banovic Strahinja), regia di Vatroslav Mimica
- Il sommergibile più pazzo del mondo, regia di Mariano Laurenti
- In viaggio con papà, regia di Alberto Sordi
- Incubus - Il potere del male (Incubus) di John Hough
- L'ospedale più pazzo del mondo (Young Doctors in Love)', regia di Garry Marshall
- La gorilla di Romolo Guerrieri
- La spada a tre lame (The Sword and the Sorcerer), regia di Albert Pyun
- La spiata (La balance), regia di Bob Swaim
- Lo squartatore di New York, regia di Lucio Fulci
- Manhattan Baby, regia di Lucio Fulci
- Paradise, regia di Stuart Gillard
- Pierino colpisce ancora, regia di Marino Girolami
- Police Station - Turno di notte (Vice Squad)', regia di Gary Sherman
- Prestami il rossetto (Coup de foudre), regia di Diane Kurys - Uscito in Italia nel 1987
- Ricchi, ricchissimi... praticamente in mutande, regia di Sergio Martino
- Sangraal, la spada di fuoco, regia di Michele Massimo Tarantini
- Sballato, gasato, completamente fuso, regia di Steno
- Scuola di nudisti (Mon curé chez les nudistes), regia di Robert Thomas - Uscito in Italia nel 1987
- Scuola di sesso (Jekyll and Hyde... Together Again), regia di Jerry Belson - Uscito in Italia nel 1986
- Sesso e volentieri regia di Dino Risi
- Spaghetti House, regia di Giulio Paradisi
- Vado a vivere da solo, regia di Marco Risi
- Vieni avanti cretino, regia di Luciano Salce
- Viuuulentemente mia, regia di Carlo Vanzina
- W la foca di Nando Cicero

1983
- Al bar dello sport , regia di Francesco Massaro
- Acapulco, prima spiaggia... a sinistra, regia di Sergio Martino
- Adamo ed Eva, la prima storia d'amore, regia di Vincent Green, John Wilder
- Arrivano i miei, regia di Nini Salerno
- Ballando ballando, regia di Ettore Scola
- Conquest, regia di Lucio Fulci
- Cujo, regia di Lewis Teague
- Dieci minuti a mezzanotte (10 to Midnight), regia di J. Lee Thompson
- Fuga dal Bronx, regia di Enzo G. Castellari
- Grunt! - La clava è uguale per tutti regia di Andy Luotto
- I vendicatori della notte (Young Warriors), regia di Lawrence David Foldes - Uscito in Italia nel 1984
- Il console onorario (The Honorary Consul), regia di John Mackenzie- Uscito in Italia nel 1984
- Il diavolo e l'acquasanta, regia di Bruno Corbucci
- Il tifoso, l'arbitro e il calciatore, regia di Pier Francesco Pingitore
- Kaan principe guerriero (The Beastmaster), regia di Don Coscarelli
- L'angelo custode, regia di Mario Gariazzo
- L'assedio (Self Defense) aka (Siege), regia di Paul Donovan, Maura O'Connell - Uscito in Italia nel 1984
- La casa con la scala nel buio, regia di Lamberto Bava
- La discoteca, regia di Mariano Laurenti
- La guerra del ferro - Ironmaster AKA Vindicator - La guerra del ferro, regia di Umberto Lenzi
- Laura... a 16 anni mi dicesti sì, regia di Alfonso Brescia
- Mystère, di Carlo Vanzina
- Occhio, malocchio, prezzemolo e finocchio, regia di Sergio Martino
- Overdose (El pico), regia di Eloy de la Iglesia - Uscito in Italia nel 1985
- Pappa e ciccia, regia di Neri Parenti
- Paulo Roberto Cotechiño centravanti di sfondamento, regia di Nando Cicero
- Questo e quello, di Sergio Corbucci
- Re per una notte (The King of Comedy), regia di Martin Scorsese
- Stesso mare stessa spiaggia, regia di Angelo Pannacciò
- Sunshine Reggae a Ibiza isola arraposa (Sunshine Reggae auf Ibiza), regia di Franz Marischka - Uscito in Italia nel 1984
- Thunder, regia di Larry Ludman
- Un jeans e una maglietta, regia di Mariano Laurenti
- Una gita scolastica, regia di Pupi Avati
- Zero in condotta, regia di Giuliano Carnimeo

1984
- Blood Simple - Sangue facile (Blood Simple), regia di Joel Coen
- Cuori nella tormenta, regia di Enrico Oldoini
- Dimensione violenza, regia di Mario Morra
- Due strani papà, regia di Mariano Laurenti
- Electric Dreams, regia di Steve Barron
- Giochi d'estate, regia di Bruno Cortini
- Hanna D. - La ragazza del Vondel Park, regia di Rino Di Silvestro
- I guerrieri dell'anno 2072, regia di Lucio Fulci
- Incompreso - L'ultimo sole d'estate (Misunderstood), regia di Jerry Schatzberg - Uscito in Italia nel 1985
- L'allenatore nel pallone, regia di Sergio Martino
- La casa vuota dopo il funerale (Vamping), regia di Frederick King Keller - Uscito in Italia nel 1986
- La notte della cometa (Night of the Comet), regia di Thom Eberhardt - Uscito in Italia nel 1986
- Malombra, regia di Bruno Gaburro
- Qualcosa di biondo, regia di Maurizio Ponzi
- Razza violenta, di Fernando Di Leo
- Scratch Dance (Heavenly Bodies), regia di Lawrence Dane - Uscito in Italia nel 1985
- Shark - Rosso nell'oceano, regia di Lamberto Bava
- I sopravvissuti della città morta, regia di Antonio Margheriti
- L'ultimo sole d'estate (Misunderstood), regia di Jerry Schatzberg - Uscito in Italia nel 1985
- Lassiter lo scassinatore (Lassiter), regia di Robert Malcolm Young
- Turbo Time, regia di Antonio Climati
- Uno scugnizzo a New York, regia di Mariano Laurenti

1985
- Agenzia omicidi (Grace Quigley), regia di Anthony Harvey
- Arcobaleno selvaggio (Code Name: Wild Geese), regia di Antonio Margheriti
- Colpo di fulmine, regia di Marco Risi
- Dèmoni, regia di Lamberto Bava
- Detective (Détective), regia di Jean-Luc Godard
- Fandango, regia di Kevin Reynolds
- Festa di laurea, regia di Pupi Avati
- Il mistero di Wetherby (Wetherby), regia di David Hare
- Il piacere, regia di Joe D'Amato
- Impiegati, regia di Pupi Avati
- L'occhio del gatto (Cat's Eye), regia di Lewis Teague
- La leggenda del rubino malese, regia di Antonio Margheriti
- Lightship - La nave faro (The Lightship), regia di Jerzy Skolimowski
- Le due vite di Mattia Pascal di Mario Monicelli
- Ma guarda un po' 'sti americani! (European Vacation), regia di Amy Heckerling
- Mezzo destro mezzo sinistro - 2 calciatori senza pallone, regia di Sergio Martino
- Notte assassina (Roadhouse 66), regia di John Mark Robinson - Uscito in Italia nel 1986
- Phenomena, regia di Dario Argento
- Popcorn e patatine, regia di Mariano Laurenti
- Scuola di medicina (Stitches), regia di Alan Smithee - Uscito in Italia nel 1986
- Target - Scuola omicidi (Target), regia di Arthur Penn - Uscito in Italia nel 1986
- Tex e il signore degli abissi, regia di Duccio Tessari
- Una donna, una storia vera (Marie), regia di Roger Donaldson - Uscito in Italia nel 1986

1986
- Brivido (Maximum Overdrive), regia di Stephen King
- Cobra Mission, di Fabrizio De Angelis
- Cro Magnon: odissea nella preistoria (The Clan of the Cave Bear), regia di Michael Chapman
- Dèmoni 2... L'incubo ritorna, regia di Lamberto Bava
- Flashpoint, regia di William Tannen - Uscito in Italia nel 1985
- Fotoromanzo, regia di Mariano Laurenti
- Giuro che ti amo, regia di Nino D'Angelo
- Highlander - L'ultimo immortale (Highlander), regia di Russell Mulcahy
- Il commissario Lo Gatto, regia di Dino Risi
- King Kong 2 (King Kong Lives), regia di John Guillermin
- La casa del buon ritorno, regia di Beppe Cino
- Lussuria, regia di Joe D'Amato
- Manhunter - Frammenti di un omicidio (Manhunter), regia di Michael Mann
- Morirai a mezzanotte, regia di Lamberto Bava
- Morte a 33 giri (Trick or Treat), regia di Charles Martin Smith
- Quelli dell'accademia militare (Weekend Warriors), regia di Bert Convy - Uscito in Italia nel 1987
- Reclute (Recruits), regia di Rafal Zielinski - Uscito in Italia nel 1987
- Regalo di Natale, regia di Pupi Avati
- Unico indizio la luna piena (Silver Bullet), regia di Dan Attias - Uscito in Italia nel 1986
- Vacanze sulla neve (Feuer und Eis), regia di Willy Bogner - Uscito in Italia nel 1988
- Velluto blu (Blue Velvet), regia di David Lynch

1987
- Com'è dura l'avventura, regia di Flavio Mogherini
- Django 2 - Il grande ritorno, regia di Ted Archer
- I picari, regia di Mario Monicelli
- Il buio si avvicina (Near Dark), regia di Kathryn Bigelow
- Il siciliano (The Sicilian), regia di Michael Cimino
- Italiani a Rio, regia di Michele Massimo Tarantini
- La casa 2 (The Evil Dead II), regia di Sam Raimi
- Playboy in prova (Can't Buy Me Love), regia di Steve Rash - Uscito in Italia nel 1988
- Quelli del casco, regia di Luciano Salce
- Scuola di pompieri (Firehouse), regia di J. Christian Ingvordsen
- Sotto il ristorante cinese, regia di Bruno Bozzetto
- Spettri, regia di Marcello Avallone
- Thunder 2, regia di Larry Ludman
- Ultimo minuto, regia di Pupi Avati

1988
- Action Jackson, regia di Craig R. Baxley
- Ciao ma'..., regia Giandomenico Curi
- Dirty Love, regia Joe D'Amato
- Domino, regia Ivana Massetti
- Fatal Temptation, regia di Beppe Cino
- I giorni del commissario Ambrosio, regia di Sergio Corbucci
- Intrigo d'amore, regia di Mario Gariazzo
- L'australieno (As Time Goes by), regia di Barry Peak
- La casa 3 - Ghosthouse, regia di Umberto Lenzi
- La casa 4 (Witchcraft), regia di Fabrizio Laurenti - Uscito in Italia nel 1989
- La ragazza del metrò, regia di Romano Scandariato
- Madame Sousatzka, regia di John Schlesinger
- Melanie (Shadows in the Storm), regia di Terrell Tannen - Uscito in Italia nel 1989
- Misfatto bianco (White Mischief), regia di Michael Radford
- Pathos - Segreta inquietudine, regia di Piccio Raffanini
- Phantasm II, regia di Don Coscarelli
- Qualcuno pagherà, regia di Sergio Martino
- Top model, regia di Joe D'Amato

1989
- Blue Angel Cafe, regia di Joe D'Amato - Uscito in Italia nel 1990
- Buon Natale... buon anno, regia di Luigi Comencini
- Dark Bar, regia di Stelio Fiorenza
- Due metri di allergia (The Tall Guy), regia di Mel Smith
- Enrico V (Henry V), regia di Kenneth Branagh
- Fratelli d'Italia, regia di Neri Parenti
- Jacknife - Jack il coltello (Jacknife), regia di David Hugh Jones
- Le ragazze della Terra sono facili (Earth Girls Are Easy), regia di Julien Temple
- Le strade della paura (Cohen and Tate), di Eric Red
- Major League - La squadra più scassata della lega (Major League), regia di David S. Ward - Uscito in Italia nel 1990
- Oltre la vittoria (Triumph of the Spirit), regia di Robert M. Young - Uscito in Italia nel 1990
- Paganini Horror, regia di Luigi Cozzi
- Romero, regia di John Duigan - Uscito in Italia nel 1990
- Un diavolo di ragazza (Girlfriend from Hell), regia di Dan Peterson

1990
- C'era un castello con 40 cani, regia di Duccio Tessari
- Cacciatori di navi, regia di Folco Quilici
- DNA formula letale, regia di George Eastman
- Due occhi diabolici (Two Evil Eyes), regia di Dario Argento
- Giochi di morte (The Blood of Heroes), regia di David Webb Peoples
- La bestia del sud AKA Voglia di godere, regia di Luigi Grosso
- La casa 5, regia di Claudio Fragasso
- Malibu College California (Nobody's Perfect) AKA In amore nessuno è perfetto , regia di Robert Kaylor - Uscito in Italia nel 1992
- Ne parliamo lunedì, regia di Luciano Odorisio
- Un gatto nel cervello, regia di Lucio Fulci
- Una donna da guardare, di Michele Quaglieri

1992
- House IV - Presenze impalpabili (House IV) AKA Chi ha ucciso Roger , regia di Lewis Abernathy
- L'armata delle tenebre (The Evil Dead 3: Army of Darkness), regia di Sam Raimi
- L'ombra del lupo (Shadow of the Wolf), regia di Jacques Dorfmann, Pierre Magny - Uscito in Italia nel 1994
- La stanza delle parole, regia di Franco Molè
- Ostinato destino, regia di Gianfranco Albano
- Saint Tropez - Saint Tropez, regia di Castellano e Pipolo

1994
- Il burattinaio, regia di Ninì Grassia

1995
- Killer - Diario di un assassino (Killer: A Journal of Murder), regia di Tim Metcalfe

1996
- Chiavi in mano, regia di Mariano Laurenti
- Gratta e vinci, regia di Ferruccio Castronuovo
- Space Truckers, regia di Stuart Gordon - Uscito in Italia nel 1997

1997
- Afterglow, regia di Alan Rudolph
- Dobermann, regia di Jan Kounen

1998
- Pleasantville (Pleasantville), regia di Gary Ross - Uscito in Italia nel 1999

1999
- The Eye - Lo sguardo (Eye of the Beholder), regia di Stephan Elliott

## Promozione fuori dall'Italia

### Argentina
1984
- Malombra, regia di Bruno Gaburro

### Francia
1976
- La ragazza alla pari, regia di Mino Guerrini

1979
- La liceale, il diavolo e l'acquasanta, regia di Nando Cicero
- La liceale seduce i professori, regia di Mariano Laurenti

1980
- La liceale al mare con l'amica di papà, regia di Mariano Laurenti

1981
- L'onorevole con l'amante sotto il letto, regia di Mariano Laurenti - Uscito in Francia nel 1982
- Tutta da scoprire, regia di Giuliano Carnimeo

1982
- American Blue Jeans (Liar's Moon), regia di David Fisher - Uscito in Francia nel 1984

1985
- Il piacere, regia di Joe D'Amato - Uscito in Francia nel 1986

1986
- Brivido (Maximum Overdrive), regia di Stephen King
- Critters, gli extraroditori (Critters), regia di Stephen Herek
- Il miele del diavolo, regia di Lucio Fulci
- Un Ponte per l'inferno, regia di Umberto Lenzi - Uscito in Francia nel 1987

### Germania
1979
- la vedova del trullo, regia di Franco Bottari - Uscito in Germania nel 1980
- Sabato, domenica e venerdì, regia di Sergio Martino

1982
- Sangraal, la spada di fuoco, regia di Michele Massimo Tarantini - Uscito in Germania nel 1983

1986
- Neon Maniacs, regia di Joseph Mangine

1988
- Lethal Pursuit - Hölle in Flammen (Lethal Pursuit), regia di Tim Metcalfe

1989
- Blue Angel Cafe, regia di Joe D'Amato
- Un diavolo di ragazza (Girlfriend from Hell), regia di Dan Peterson

### Spagna
1987
- I picari, regia di Mario Monicelli - Uscito in Spagna nel 1988

### Stati Uniti
1982
- Sangraal, la spada di fuoco, regia di Michele Massimo Tarantini - Uscito negli Stati Uniti nel 1983

1985
- Dèmoni, regia di Lamberto Bava

1988
- Domino, regia Ivana Massetti

1990
- Giochi di morte (The Blood of Heroes), regia di David Webb Peoples

## Home Video
Elenco di alcune pellicole per le quali ha realizzato le copertine dell'edizione home video.
- Bella da morire (Prettykill), regia di George Kaczender - VHS Regno Unito - Guild Home Video
- Cocaine Wars (La muerte blanca), regia di Héctor Olivera - VHS Regno Unito - Medusa Home Video
- Due piedipiatti acchiappafantasmi (Ghost Fever), regia di Alan Smithee - DVD Germania - CTI
- Inferno in diretta (Cut and Run ), regia di Ruggero Deodato - VHS Regno Unito - Medusa Home Video
- L'ultima difesa (The Last Innocent Man), regia di Roger Spottiswoode - VHS Italia - Warner Home Video
- Miami Golem, regia di Alberto De Martino - VHS Stati Uniti d'America - Panther Entertainment
- Neon Maniacs, regia di Joseph Mangine - VHS Germania - Medusa Home Video
- Rolling Vengeance, regia di Steven Hilliard Stern - VHS Regno Unito - Medusa Home Video
- Senza esclusione di colpi (Bloodsport), regia di Newt Arnold - VHS Germania -  Cannon/VMP
- Spiritika (Witchboard), regia di Ferdinando Baldi - VHS Regno Unito - Guild Home Video
- Street Hero, regia di Michael Pattinson - VHS Regno Unito - Medusa Home Video
- The Broken Chain, regia di Lamont Johnson - DVD Germania - KNM Home Entertainment
- Un gatto nel cervello, regia di Lucio Fulci - Blu-Ray Stati Uniti d'America - Grindhouse Releasing
- Warbus, regia di Ferdinando Baldi - VHS Italia - Antoniana Home Video